# Khoyboun
El Khoyboun (traduïble per Ésser un mateix, equivalent a "Independència") fou el primer partit polític modern kurd. El seu nom complet era Lliga Nacional Kurda "Khoyboun". El seu símbol, un sol, ha persistit i figura avui dia a la bandera del Govern Regional del Kurdistan que és de facto la bandera nacional del poble kurd.
Fou fundat a París per intel·lectuals i aristòcrates el 1918 i després va traslladar el seu quarter a Síria. El 1927 va establir un govern a l'exili al que es van unir tots els comitès locals kurds que s'havien format al final de la I Guerra Mundial i que tenien un control de la situació a extenses zones del nord del Kurdistan. El 1928 van negociar amb el govern turc, però aquest no va voler cap acord i va esclatar la guerra; els kurds van proclamar la república de l'Ararat que va resistir fins al començament de 1931. El cap principal, Ihsan Nuri Pasha es va exiliar a Teheran i el partit va desaparèixer, i durant 37 anys cap altre partit va representar els kurds de Turquia.